# Катунци
Катунци је насељено место у општини Сандански у области Благоевград, Бугарска. Према попису из 2021. године било је 990 становника.
У 19. веку Катунци су били у Демирхисарској кази, а близу Катунаца је било село Опланик, које је постало његова махала. Према бугарском географу и историчару, Василу Канчову, у Катунцима је 1900. године живело 120 Рома и 60 Турака, док је у Опланику живело 95 Словена хришћана. Током Балканских ратова село је настрадало и било је напуштено до 1922. године, када су насељене словенске избеглице из грчке Македоније.